# Разъезд 40
Разъезд 40 (каз. рзд.40) — разъезд в Туркестанской области Казахстана. Находится в подчинении городской администрации Арыса. Входит в состав Дармениского сельского округа. Код КАТО — 511637500.

## Население
В 1999 году население разъезда составляло 44 человека (24 мужчины и 20 женщин). По данным переписи 2009 года, в разъезде проживали 83 человека (46 мужчин и 37 женщин).